# Reuilly-Sauvigny
Reuilly-Sauvigny [ʁœji soviɲi] ist ein Dorf und eine Gemeinde mit 213 Einwohnern (Stand: 1. Januar 2022) im französischen Département Aisne in der Region Hauts-de-France (frühere Region: Picardie). Die Gemeinde gehört zum Arrondissement Château-Thierry und zum Kanton Essômes-sur-Marne.

## Geographie
Die aus den Ortsteilen Reuilly im Westen und Sauvigny im Osten sowie Le Clotais bestehende Gemeinde liegt an der Grenze zum Département Marne, rund zwölf Kilometer östlich von Château-Thierry am Südufer der Marne. Durch sie Gemeinde verläuft die Eisenbahnstrecke von Château-Thierry nach Dormans und weiter nach Épernay. Nachbargemeinden von Reuilly-Sauvigny sind Passy-sur-Marne im Norden, Courthiézy im Osten, Vallées-en-Champagne im Südosten, Monthurel im Süden, Crézancy und Connigis im Südwesten, Mézy-Moulins im Westen sowie Courtemont-Varennes im Nordwesten.

## Geschichte
Reuilly erlitt in den Weltkriegen starke Schäden.

### Bevölkerungsentwicklung
| Jahr                       | 1962 | 1968 | 1975 | 1982 | 1990 | 1999 | 2007 | 2012 | 2022 |
| Einwohner                  | 191  | 155  | 153  | 163  | 189  | 213  | 234  | 223  | 213  |
| Quellen: Cassini und INSEE |      |      |      |      |      |      |      |      |      |

## Sehenswürdigkeiten
- Der Bau der Kirche Saint-Blaise geht bis auf das 13. Jahrhundert zurück.

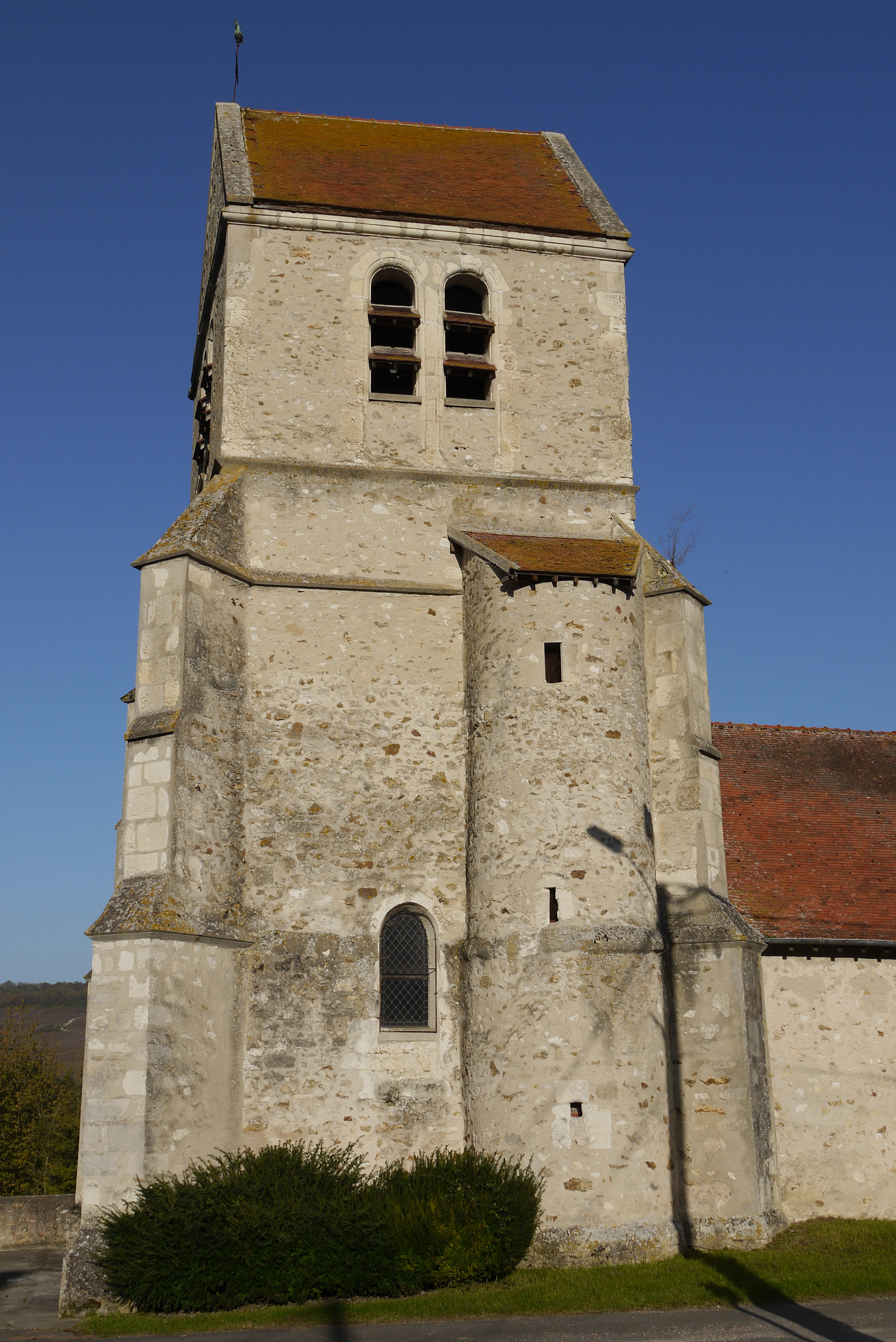
Kirche Saint-Blaise